# Projekt
A projekt minden olyan vállalkozás, amelyet egyénileg vagy közösen hajtanak végre, és amely adott esetben kutatást vagy tervezést is magában foglal, és amelyet gondosan megterveznek egy adott cél elérése érdekében. Célja, hogy egyedi terméket, szolgáltatást vagy végeredményt hozzon létre.

## Eredete
A magyar köznyelvben az angol project kifejezés az elterjedtebb. Az angol project szó a latin projectum, projicere szóból származik, melynek jelentése „valaminek az előre vetítése”. A pro- előtag (görög πρό) jelzi, hogy az utótagban szereplő cselekvést időben megelőzi valami, míg a szó második tagja a jacere, „vetít”. A „projekt” eredeti jelentése tehát „valami, ami történik, mielőtt valami mást megteszünk”. A szó eredeti jelentése tehát inkább valaminek a tervezésére vonatkozott, nem pedig magának a tervnek a végrehajtására. 
A projekt szó használata és jelentése az 1950-es években változott meg, amikor számos projektmenedzsment technika került bevezetésre: egyre inkább összevonódott a projekt és a célok – a projekt már a tervet és a végrehajtást is magába foglalta.

## Jellemzői
- Egyszeri: a projektnek van kezdete és vége. Ez a tulajdonság nem jelenti azt, hogy a projekt átfutási ideje rövid. Vannak hosszú projektek, de ezeknek is van kezdete és vége, azaz megfelelnek az időszakosság kritériumának.
- Egyedi: a projekt végén létrejövő termék, szolgáltatás vagy eredmény valamilyen módon eltér a jelenlegitől. A projekt egyediségéből következően nagyobb bizonytalansággal és kockázatokkal jár, mint a rendszeres, állandóan ismétlődő tevékenységek.
- Fokozatos kidolgozás jellemző rá: a projekt egyedisége, a nagyobb bizonytalanság és kockázatok miatt a projekt indulásakor nem ismerhető és belátható teljes mélységében, ezért a projekt tervezése és végrehajtása lépésekben, fázisokban történik. A projektcsapat a projekt előrehaladtával egyre mélyebb ismeretekre tesz szert a következő lépés céljairól, a megvalósítandó termékekről és a végrehajtás módjáról. Ennek alapján a kezdeti magas szintű (vázlatos) terveket részletesebben ki lehet dolgozni, és ezek alapján lehet végrehajtani a projekt következő fázisát.

A projekt alapjaiban különbözik a többször végrehajtott folyamatoktól és az üzemeltetéstől, mivel ez utóbbiak folyamatosak és ismétlődőek (a projekt pedig időszakos), és gyakorlatilag azonos terméket vagy szolgáltatást eredményeznek, akármikor és akárhányszor is hajtják ezeket végre (szemben a projekt egyedi végeredményével).
A projekt általában erőforrásokat vesz igénybe a működéséhez. A projekt végrehajtása általában részletes terven alapszik, mely figyelembe veszi a külső tényezőket és megkötéseket. A projektek végrehajtásának megszervezésével és irányításával a projektmenedzsment foglalkozik. Nagyobb projektek tervezése, végrehajtása és ellenőrzése külön átmeneti szervezet létrehozását igényelheti, mely magában foglalja a projektcsapatot, és egy vagy több munkacsoportot.
A nagyobb projektek alprojektekre oszthatók, illetve több projekt együttesét a program név fogja össze.

## Előnyei
A projekt alapú megközelítés különösen népszerű a nyugati típusú vállalatoknál. A "nyugati típusú vállalat" alatt a korszerű, mátrix elven működő, kevéssé tekintélytisztelő, kooperatív kultúrával rendelkező vállalatokat, szervezeteket értünk. A merev, hierarchikus, tekintélyelvű, bürokratikus szervezeteknél a projektszerű működési mód teljességgel ellentétes a szervezeti kultúrával, ezért nem is igen alkalmazzák, vagy ha mégis, akkor a működési mód – többnyire – nem váltja be a hozzá fűzött reményeket. A projektek létrehozását, a projekt-szerű működésnek az alkalmazását – a részletes és átfogó tervezésen és a végrehajtás folytonos ellenőrzésen túl – az úgynevezett szinergikus hatás kihasználása indokolja. E hatás azt jelenti, hogy egy motivált, jól vezetett, elkötelezett szervezet – a projektcsapat – nagyobb teljesítményre képes, mint a résztvevők egyéni teljesítményeinek összege.

## Projekttípusok
A projektek kategorizálása többféle szempont alapján lehetséges.
Téma vagy tartalom alapján
- Építési projektek
- IT-projektek
- Termékfejlesztési projektek
- Kutatási és fejlesztési projektek
- Szervezetfejlesztési projektek
- Logisztikai projektek
- Marketing projektek
- Előkészítő projektek
- Közösségi projektek
- Kulturális projektek

Részvétel, illetve kezdeményező szervezet alapján
- Belső projektek
- Részlegen belüli projektek
- Részlegek közötti projektek
- Külső projektek (ügyfélprojektek)

Komplexitás szerint
- Egyszerű projektek
- Komplex, összetett projektek
- Programok
- Mega- vagy giga projektek

## Ismertebb projektek
- Manhattan terv: az első atomfegyver kifejlesztése
- Polaris rakéta projekt: egy interkontinentális ballisztikus rakéta vezérlő rendszer
- Humán Genom Projekt: az emberi genom feltérképezése
- Apollo-program: Holdra szállás

## Kapcsolódó szócikk
- Projektmenedzsment